# Phare de Lanvaon
Le phare de Lanvaon a été mis en service en 1868, sur la commune de Plouguerneau, dans le Finistère. Il fut dessiné par l'ingénieur Alfred Cahen, qui dessina également les plans du viaduc de Morlaix[réf. nécessaire]. Il succède à un fanal, trop peu visible, installé le 15 août 1845 dans une petite guérite aménagée dans le clocher de l'église de Plouguerneau. Ce feu était fixe et blanc, et souvent invisible. De plus, les intempéries et le brouillard réduisaient sa portée. Il fut construit par l'entreprise Martin de Landerneau. Dans les années 1980, les ingénieurs ont décidé de peindre le haut de la tour en orange, puis en rouge afin de la rendre mieux repérable de jour depuis la mer. 
Le phare est une tour carrée, habitée jusqu'en 1991, jouxtant des locaux techniques, en maçonnerie et pierres d'angles.